# Flotilla de la Libertad de Gaza de julio de 2025
La Flotilla de la Libertad de Gaza de julio de 2025 fue una misión marítima civil organizada por la Coalición de la Flotilla de la Libertad (FFC) para desafiar el bloqueo naval israelí de Gaza y entregar ayuda humanitaria. El buque Handala zarpó de Siracusa (Italia) el 13 de julio de 2025, con un grupo diverso de activistas, médicos, abogados, periodistas y suministros humanitarios. Hizo escala en Galípoli entre el 15 y el 20 de julio, antes de dirigirse a Gaza. Su entrada en aguas territoriales de Gaza, inicialmente estimada entre el 27 y el 28 de julio, se esperaba para la madrugada del 27 de julio. Tropas israelíes abordaron y confiscaron el barco en aguas internacionales en las últimas horas del 26 de julio, antes de que pudiera llegar a su destino, y arrestaron a los miembros de la tripulación.

## Antecedentes

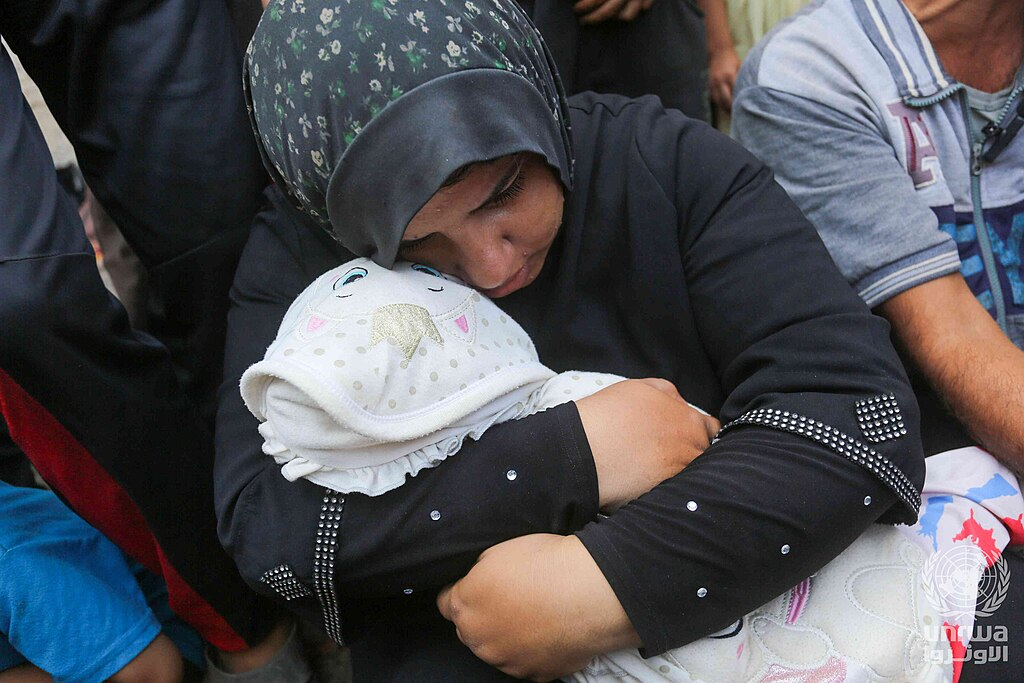
Una madre palestina llora sobre el cadáver de su hija de 4 años, fallecida por desnutrición y falta de tratamiento.

La Coalición de la Flotilla de la Libertad es una red internacional de organizaciones de base que desde 2010 ha organizado múltiples misiones a Gaza , con el objetivo de romper el bloqueo israelí de la Franja de Gaza y llamar la atención mundial sobre la crisis humanitaria en el enclave. La misión de julio de 2025 sigue a la interceptación en aguas internacionales del anterior buque de la coalición, el Madleen, por fuerzas israelíes en junio de 2025, durante la cual voluntarios, incluido un miembro del Parlamento Europeo y periodistas, fueron detenidos y posteriormente deportados.
Después del ataque de Hamás del 7 de octubre de 2023 y durante la subsiguiente guerra de Gaza, Israel intensificó su bloqueo sobre la Franja de Gaza, calificándolo de bloqueo total y negando la entrada de alimentos, agua, medicinas, combustible y electricidad lo que provocó un alto riesgo de hambruna y una crisis humanitaria que los académicos han descrito como un genocidio. Debido a los puestos de control israelíes en Gaza anteriores a los ataques del 7 de octubre, el gobierno israelí y las Fuerzas de Defensa de Israel (FDI) han controlado el ingreso de ayuda humanitaria a Gaza, y la entrega de ayuda se ha interrumpido varias veces a lo largo de los años, ya sea por bloqueos del gobierno israelí o protestas civiles israelíes. Además, desde el 2 de marzo de 2025 se ha permitido el ingreso de muy poca ayuda humanitaria a Gaza, y la Clasificación Integrada de las Fases de la Seguridad Alimentaria (CIF) calificó la situación en Gaza como una hambruna. Por su parte Israel anunció que cualquier acción que conduzca a romper el asedio de Gaza fracasará.

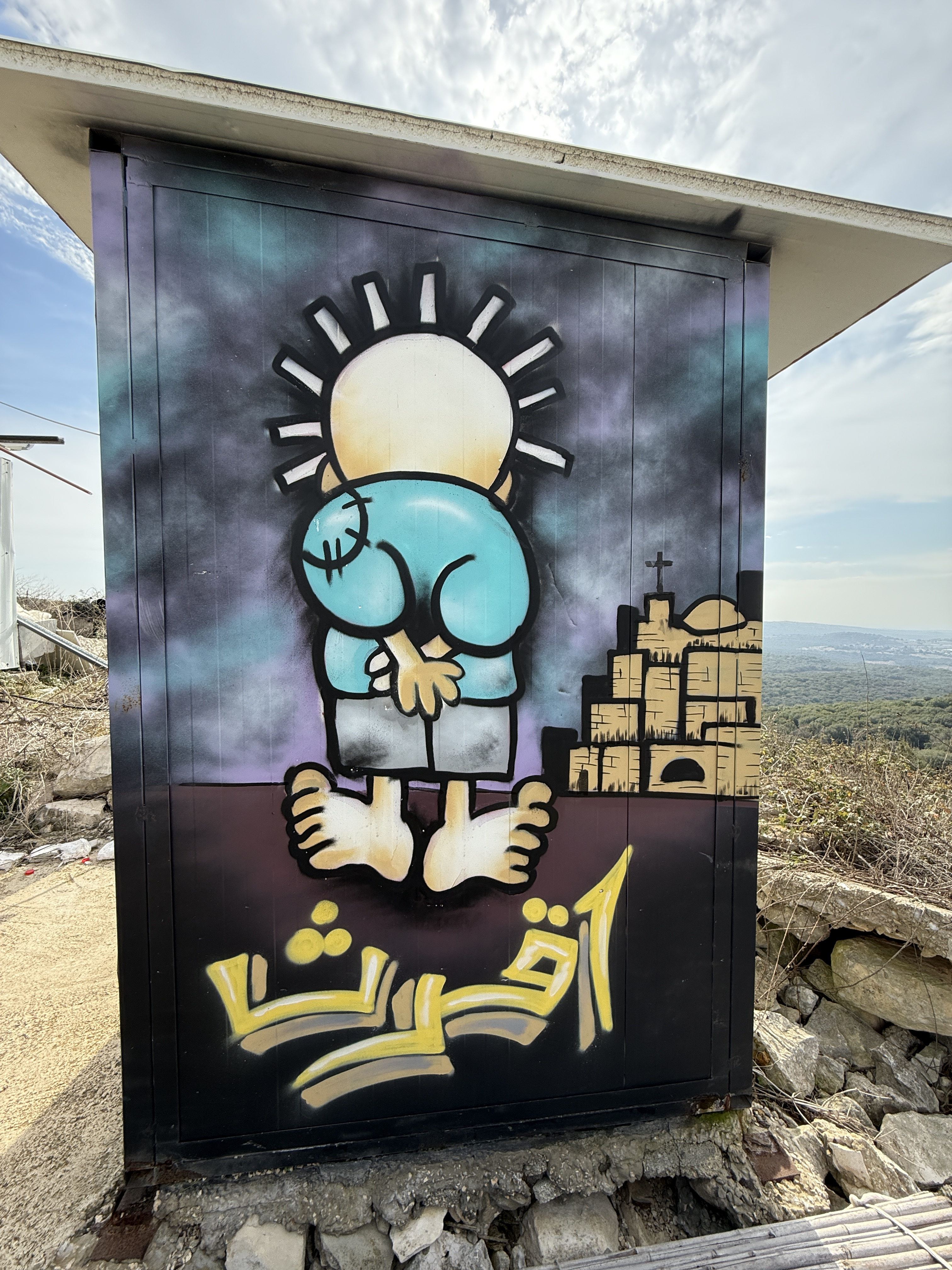
Grafiti de Handala en el muro de un pueblo cristiano árabe abandonado desde 1949 en la carretera del norte en el oeste de Galilea.

Para esta misión, la Coalición de la Flotilla de la Libertad utiliza el antiguo barco pesquero noruego de 20 metros de eslora Navaren/Navarn, MMSI 232061752, renombrado como Handala en honor al icónico personaje de dibujos animados creado por Naji al-Ali, que simboliza la resistencia palestina y el derecho al retorno de los refugiados palestinos.

## Misión y objetivos
La misión del Handala tenía tres objetivos principales: romper el bloqueo navegando directamente a Gaza desafiando el bloqueo naval israelí, que está en vigor desde 2007; entregar ayuda como alimentos, medicinas y otros suministros humanitarios a la población sitiada de Gaza; y mostrar solidaridad amplificando las voces de los palestinos y destacando el papel de los actores internacionales en el mantenimiento o desafío del bloqueo.
El FFC declaró: «No somos gobiernos. Somos personas que actuamos donde las instituciones han fallado. Esta misión es para los niños de Gaza».

## Participantes
A bordo del Handala hay veintiún miembros de varios países, incluidos médicos voluntarios y profesionales de la salud, abogados y defensores de los derechos humanos, periodistas y trabajadores de los medios de comunicación, además de activistas por la justicia social y organizadores comunitarios.
Leyenda:
     Acompañó a la tripulación en el tramo Siracusa-Galípoli.
| Participante              | País                       | Ocupación                                          | Actividad relacionada previa            |
| ------------------------- | -------------------------- | -------------------------------------------------- | --------------------------------------- |
| Vigdis Bjorvand           | Noruega                    | Cocinero y activista                               | Handala (2023)                          |
| Yazan Eissa               | - Palestina - Rumania      |                                                    | Madleen (junio de 2025)                 |
| Sergio Toribio Sánchez    | España                     | Ingeniero naval y activista                        | Madleen (junio de 2025)                 |
| Hatem Aouini              | Túnez                      | Sindicalista y profesora                           | Soumoud Convoy (2025)                   |
| Tan Safi                  | Australia                  | Periodista y cineasta                              | Flotilla de la Libertad de Gaza de 2024 |
| Braedon Peluso            | Estados Unidos             | Marinero                                           | Flotilla de la Libertad de Gaza de 2024 |
| Bob Suberi                | - Estados Unidos - Israel  | Activistas                                         | Handala (2023)                          |
| Robert Martin             | Australia                  | Activistas                                         | Freedom Flotilla III (2015)             |
| Caoimhe Butterly          | Irlanda                    | Activistas                                         | Flotilla de la Libertad de Gaza de 2010 |
| Huwaida Arraf             | Estados Unidos             | Activista y abogada                                | Flotilla de la Libertad de Gaza de 2010 |
| Chris Smalls              | Estados Unidos             | Sindicalista                                       |                                         |
| Jacob Berger              | Estados Unidos             | Director de cine, guionista y actor                |                                         |
| Gabrielle Cathala         | Francia                    | Política y parlamentaria de la Francia Insumisa    |                                         |
| Emma Fourreau             | Francia                    | Europarlamentaria de la Francia Insumisa           |                                         |
| Justine Kempf             | Francia                    | Enfermera de MSF y Médicos del Mundo               |                                         |
| Ange Sahuquet             | Francia                    | Ingeniero                                          |                                         |
| Santiago González Vallejo | España                     | Economista y sindicalista                          |                                         |
| Waad Aal Musa             | - Irak - Estados Unidos    | Periodista de Al Jazeera                           |                                         |
| Mohamed El Bakkali        | Marruecos                  | Periodista de Al Jazeera                           |                                         |
| Frank Romano              | - Francia - Estados Unidos | Abogado y académico                                |                                         |
| Chloé Fiona Ludden        | - Francia - Reino Unido    | Científica y exmiembro del personal de la ONU      |                                         |
| Mohammed Mustafa          | - Australia - Reino Unido  | Médicos que se ofrecieron como voluntarios en Gaza |                                         |
| Yipeng Ge                 | - China - Canadá           | Médicos que se ofrecieron como voluntarios en Gaza |                                         |
| Antonio La Picirella      | Italia                     | Marinero y activista                               |                                         |
| Antonio Mazzeo            | Italia                     | Profesor y periodista                              |                                         |

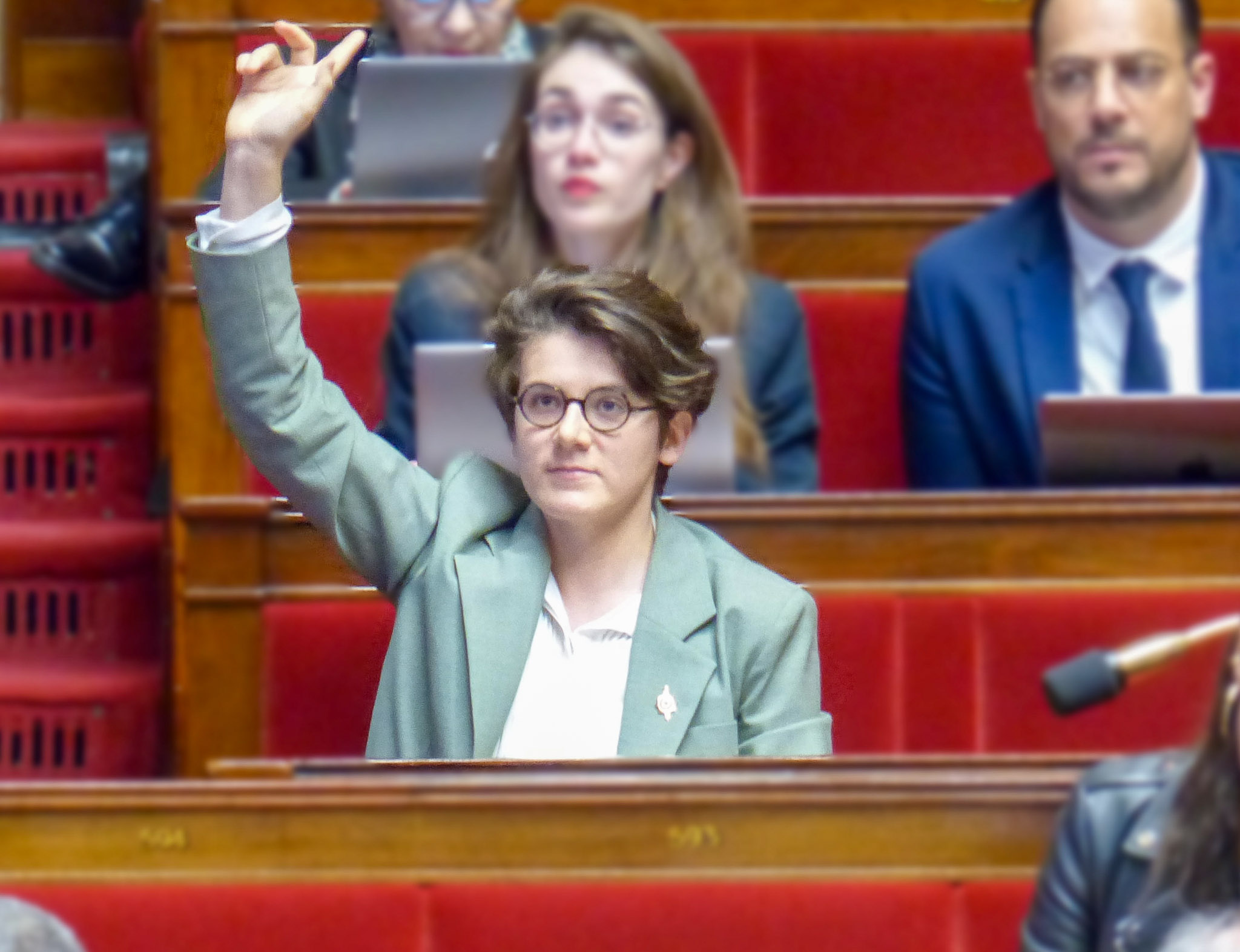
Gabrielle Cathala
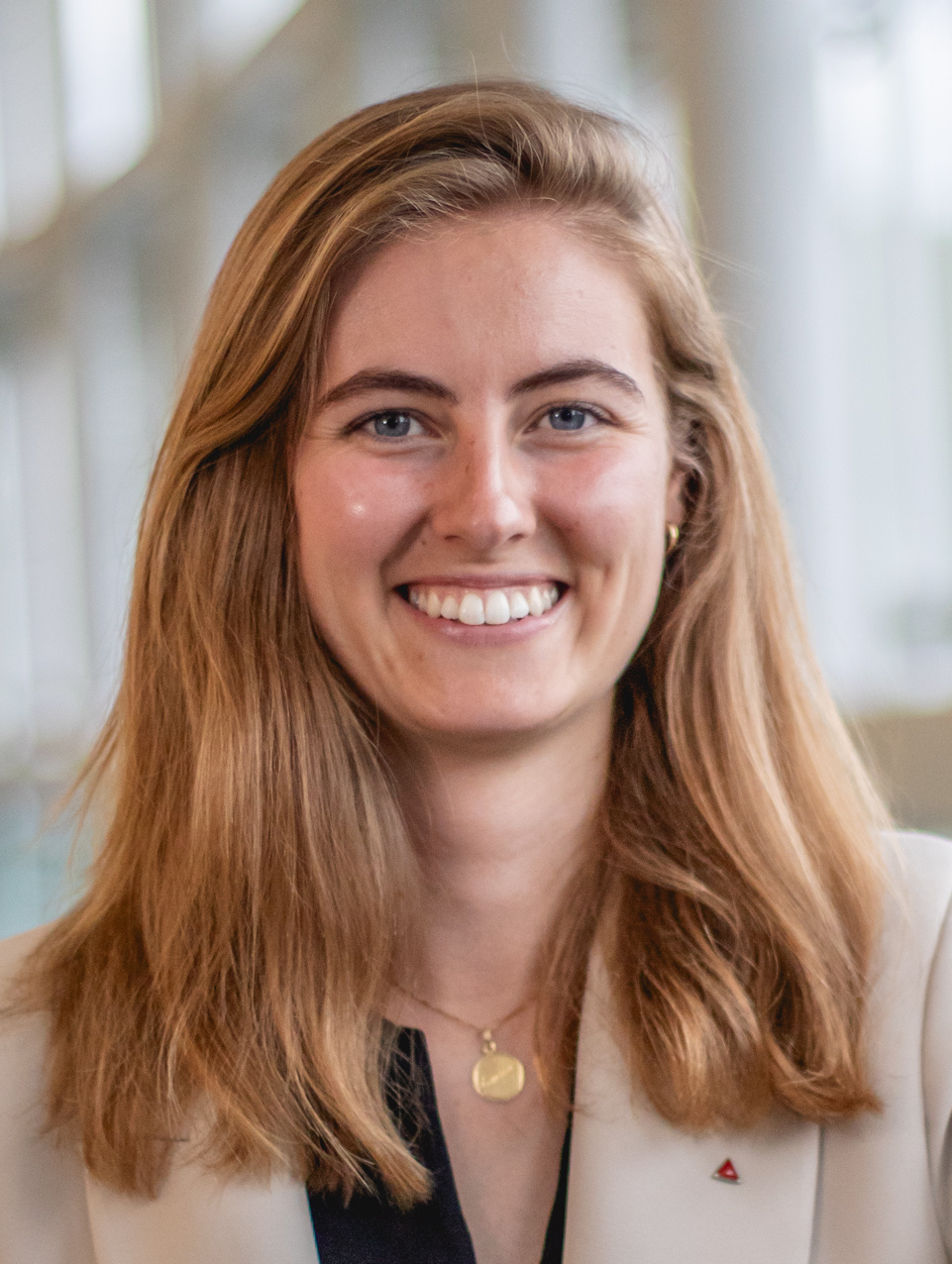
Emma Fourreau
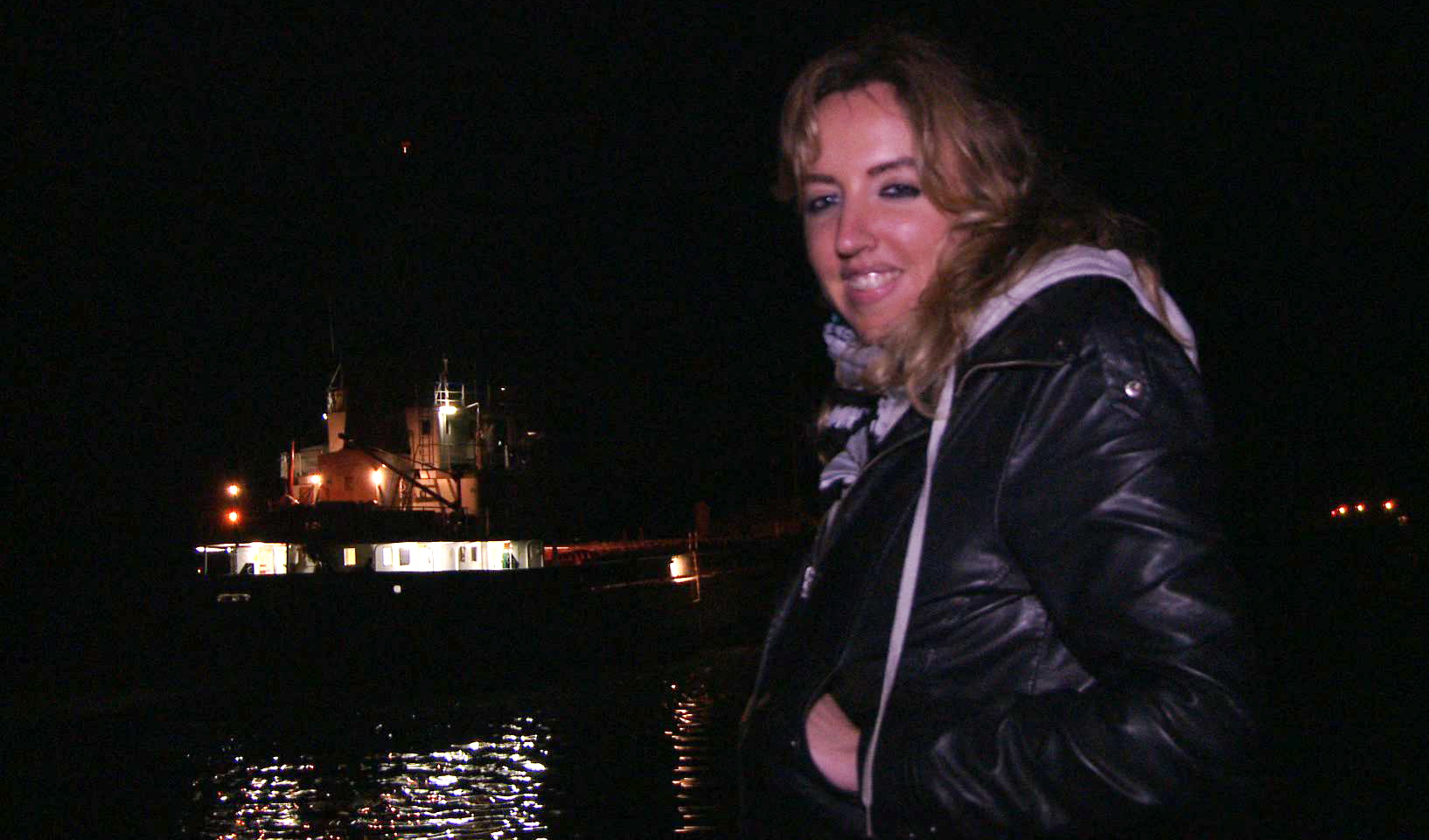
Caoimhe Butterly
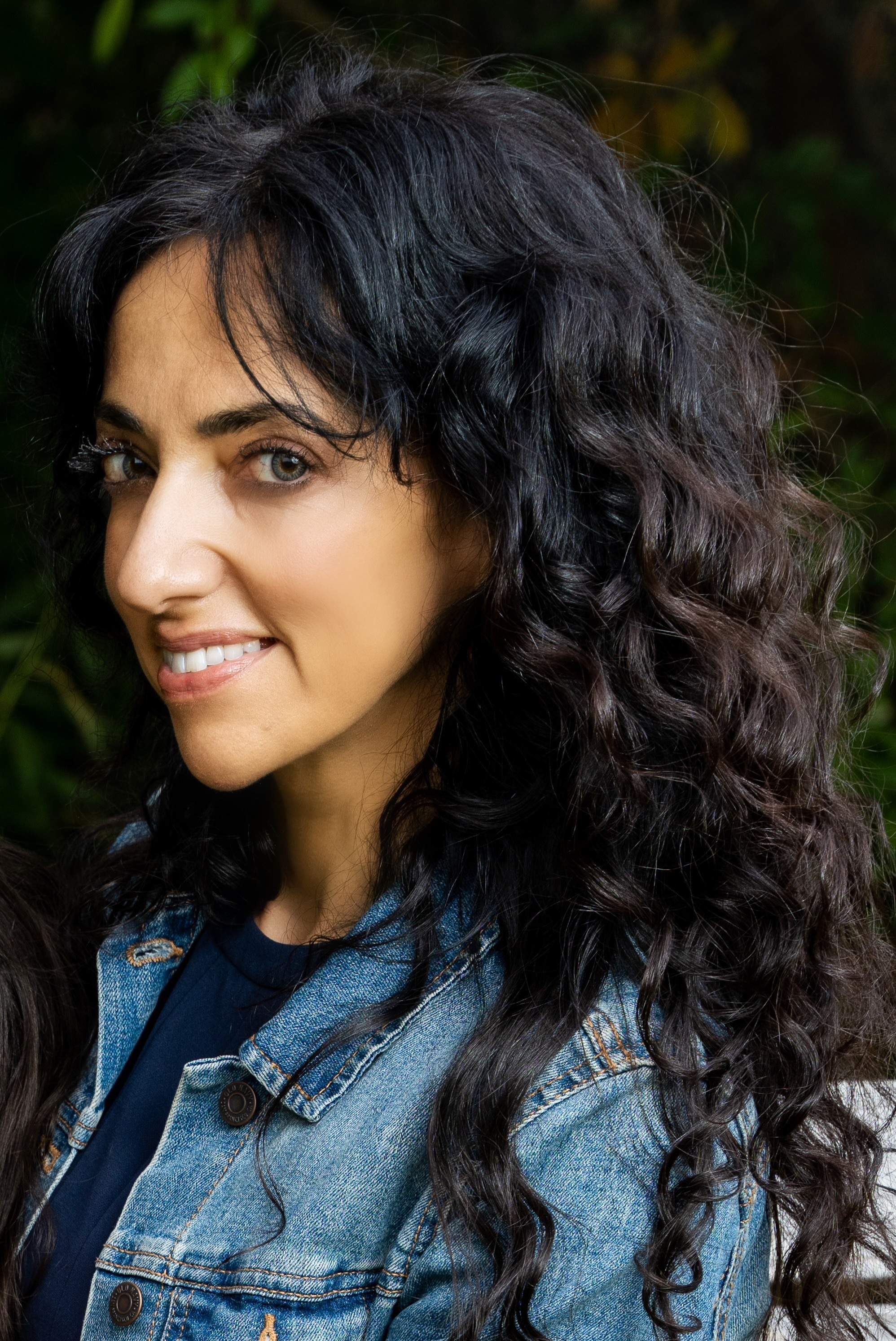
Huwaida Arraf
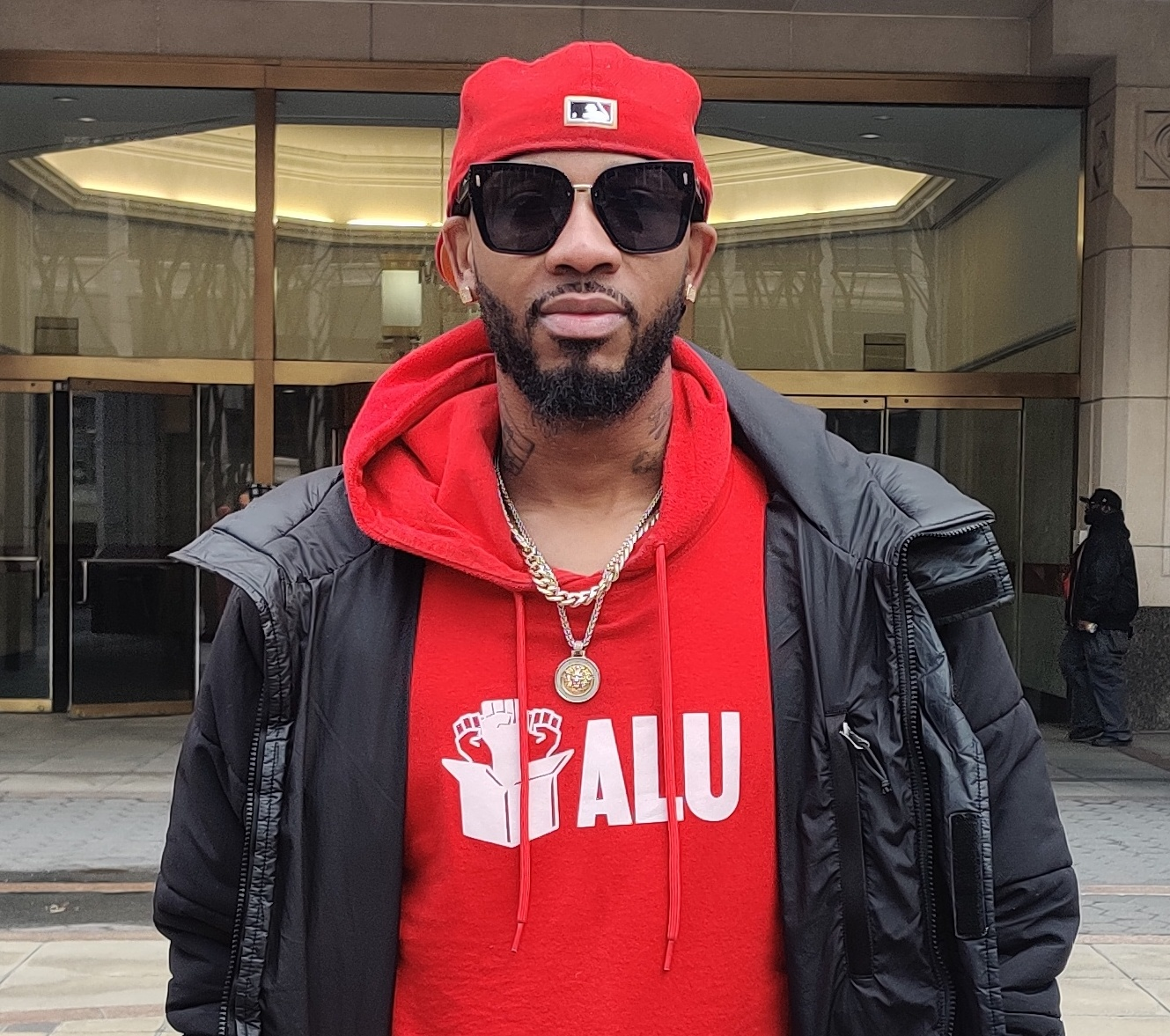
Chris Smalls
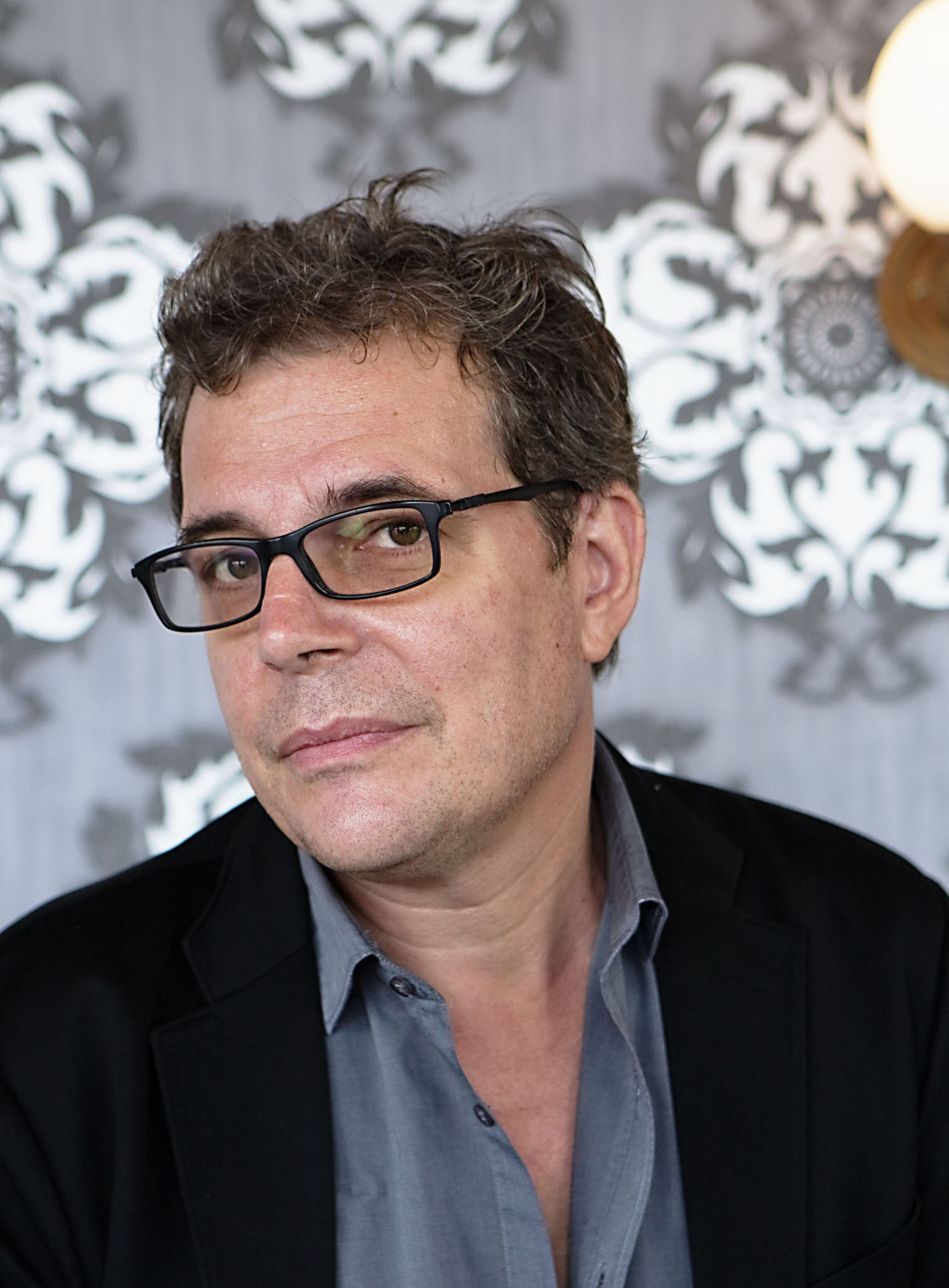
Jacob Berger
Sergio Toribio

La misión cuenta con el apoyo de una coalición de ONG, sindicatos y grupos de defensa de los derechos humanos, y recibió el respaldo de destacadas figuras y organizaciones internacionales.

## Sabotajes
El 20 de julio de 2025, día de la salida del barco de Galípoli, la tripulación denunció dos posibles actos de «sabotaje» ocurridos antes de zarpar: uno, una cuerda atada a la hélice; el otro, el contenido de un camión destinado a transportar agua dulce para la cocina del barco, etiquetado como «ácido sulfúrico», y dos de sus miembros sufrieron quemaduras al entrar en contacto con la sustancia.
El Handala partió del puerto italiano de Galípoli a las 11:43h del 20 de julio de 2025. El 23 de julio, el rastreador del Handala en el sitio web oficial de la FFC mostró que el barco se dirigía hacia el este, frente a la costa sur de Creta.
En la tarde del 24 de julio, la FFC anunció que todas las comunicaciones con el Handala se habían sido interrumpidas y que se habían detectado drones israelíes en las cercanías; el contacto se restableció aproximadamente dos horas después.

## Interceptación, abordaje y detención de los pasajeros por parte de Israel
El 26 de julio de 2025, después de pasar el punto donde había sido interceptado el Madleen, la tripulación del Handala informó que un avión no tripulado israelí IAI Heron estaba dando vueltas alrededor del barco. El periódico Yedioth Ahronoth informó que Israel tenía la intención de enviar el comando naval Shayetet 13 para apoderarse del barco a menos que cambiara de rumbo; a las 20:46h, la tripulación, creyendo que las dos embarcaciones no identificadas que se acercaban eran de la Armada israelí, decidió desviarse paralelamente a las aguas territoriales egipcias, con la intención de solicitar la asistencia de la Guardia Costera egipcia en caso de emergencia. Pidieron permiso para entrar en el puerto egipcio de El Arish mientras se acercaban los barcos israelíes, pero fueron abordados por las tropas de Israel poco después en aguas internacionales, aproximadamente a menos de 100 kilómetros de la costa de Gaza. Las Fuerzas de Defensa de Israel procedieron a confiscar el barco, lo remolcaron hasta el puerto de Ashdod, detuvieron a los activistas y aseguraron que serían deportados a sus respectivos países. A principios de esa semana, en medio de amenazas israelíes de interceptar el barco, la tripulación había anunciado que iniciaría una huelga de hambre en caso de arresto, en solidaridad con los palestinos hambrientos y asediados en Gaza y habían solicitado protección a sus respectivos gobiernos.
Tras llegar al puerto israelí de Ashdod, diecinueve de los veintiún activistas se reunieron con los abogados de la organización Adala. Los otros dos activistas, los israelíes-estadounidenses Bob Suberi y Huwaida Arraf, fueron trasladados a dependencias policiales, donde fueron asistidos por otro abogado del centro. Después de ser interrogados fueron liberados ya que ambos tienen ciudadanía israelí. Los dos activistas españoles, Santiago González Vallejo y Sergio Toribio, y otros diez activistas que viajaban a bordo del Handala, rechazaron la deportación exprés ofrecida por las autoridades israelíes, por lo que tendrán que comparecer ante un tribunal. Mientras que la diputada francesa Gabrielle Cathala, el italiano Antonio Mazzeo y el estadounidense Jacob Berger si aceptaron está opción y se espera que sean deportados en las próximas horas. Los españoles Santiago González Vallejo y Sergio Toribio, los australianos Tan Safi y Robert Martin, la francesa Emma Fourreau, así como otros seis miembros de la tripulación se declararon en «huelga de hambre indefinida en protesta por su detención ilegal».  Los dieciséis activistas detenidos fueron recluidos en la prisión de Givón, en Ramla, un centro con un historial registrado de abusos de los derechos humanos. Los detenidos denunciaron que habían sido sometidos a violencia física y verbal, y otros denunciaron que habían sufrido malos tratos y malas condiciones de detención, incluidas agresiones físicas por parte de las FDI, malas condiciones higiénicas y falta de ventilación; En particular, se informó que Chris Smalls fue estrangulado y pateado en las piernas por siete agentes de policía.
El 28 de julio de 2025, los tripulantes del barco humanitario Handala arrestados por Israel, fueron interrogados por jueces israelíes. Tras estas audiencias, se decidió su extradición a sus países de origen. Su regreso estaba previsto para el martes 29 y el miércoles 30 de julio, según el país de origen de los activistas.
El 29 de julio, Robert Martin y Tan Safi fueron repatriados a través de Jordania, mientras que otros cinco activistas (Ange Sahuquet, Emma Fourreau, Chloé Fiona Ludden, Justine Kempf y Antonio La Piccirella) fueron trasladados al aeropuerto en espera de ser deportados. Adalah denunció las duras condiciones en la prisión de Givon, que incluían habitaciones superpobladas e infestadas de chinches, la negación de suministros de higiene y la falta de acceso a aire fresco, así como celdas de aislamiento para Frank Romano, que apeló la decisión de deportarlo, y para Vigdis Bjorvand, de 70 años. El 30 de julio de 2025, dos activistas, concretamente Smalls y Hatem Aouini, aún permanecían detenidos en Israel y su salida estaba prevista para el día siguiente; los demás fueron expulsados ese mismo día.

## Reacciones
Después del abordaje de Handala la FFC denunció lo ocurrido como una «grave violación del derecho internacional», en contravención de las órdenes vinculantes de la Corte Internacional de Justicia (CIJ) sobre la facilitación del acceso humanitario a Gaza. Ann Wright, miembro del comité directivo de la FFC, enfatizó que Israel «no tenía autoridad legal para detener a civiles internacionales a bordo del Handala», quienes operaban «bajo el derecho internacional en aguas internacionales». Por su parte la organización palestina Adala, que representa a la FFC legalmente en Israel, declaró que «El barco se dirigía a aguas territoriales del Estado de Palestina, tal como lo reconoce el derecho internacional. «Israel no tiene jurisdicción ni autoridad legal sobre las aguas internacionales por las que navegaba la embarcación».
El Ministerio de Asuntos Exteriores español convocó al encargado de negocios israelí en Madrid, Dan Poraz, para protestar por la detención ilegal de sus ciudadanos Sergio Toribio y Santiago González, y exigir su inmediata liberación como ya había ocurrido el mes anterior por el incidente del Madleen.
La ONG Fundación Hind Rajab (FHG) presentó una denuncia penal ante la unidad de crímenes de guerra de la Policía Metropolitana del Reino Unido por la interceptación del Handala, un buque de bandera británica, la confiscación de la ayuda y la detención de los pasajeros. La FHG instó a la coordinación con Interpol, la ONU y la Corte Penal Internacional (CPI) para procesar al vicealmirante David Saar Salama (comandante en jefe de la Armada israelí) y a otros oficiales por violar la soberanía británica, la Convención de las Naciones Unidas sobre el Derecho del Mar (CNUDM) y el Cuarto Convenio de Ginebra, así como por impugnar las mencionadas órdenes vinculantes de la CPI.

## Nuevas misiones
El 11 de agosto Greta Thunberg anunció que se estaba preparando una nueva Flotilla cargada de ayuda humanitaria para la Franja de Gaza, y que intentaban movilizar a «más de 44 países en manifestaciones simultáneas y acciones» en solidaridad con el pueblo palestino. Se prevé que decenas de barcos zarpen de España el 31 de agosto y se unan el 4 de septiembre con decenas más de barcos procedentes de Túnez y otros puertos.